# یواس‌اس میامی (اس‌اس‌ان-۷۵۵)
یواس‌اس میامی (اس‌اس‌ان-۷۵۵) (به انگلیسی: USS Miami (SSN-755)) یک زیردریایی است که طول آن ۱۱۰٫۳ متر (۳۶۱ فوت ۱۱ اینچ) می‌باشد. این زیردریایی در سال ۱۹۸۸ ساخته شد.